# Iulotrichia
Iulotrichia là một chi bướm đêm thuộc họ Geometridae.